# Émile Bestel
 (novembre 2017).
Si vous disposez d'ouvrages ou d'articles de référence ou si vous connaissez des sites web de qualité traitant du thème abordé ici, merci de compléter l'article en donnant les références utiles à sa vérifiabilité et en les liant à la section « Notes et références ».
Émile Bestel est un syndicaliste et un homme politique français, né le 31 octobre 1886 à Paris 4e et mort le 26 août 1954 à Gamaches (Somme). En 1920, il est élu au Comité directeur du Parti communiste (PC) et le demeure jusqu'en 1923.

## Biographie
Salarié chez De Dion, à Saint-Denis dans la Seine, Émile Bestel est renvoyé alors qu'il vient de se marier, en 1911, à Paris. Il est embauché chez Delaunay-Belleville.
En 1915, il est affecté chez Hotchkiss, toujours à Saint-Denis. Un peu plus de deux ans plus tard, il est secrétaire du Comité des délégués d'atelier des usines de la région de Saint-Denis. En 1912, il avait déclaré, à propos des menaces de guerre, que le Prolétariat a le droit de savoir pourquoi il se bat. La guerre venue, avec d'autres ouvriers de Saint-Denis, il est envoyé aux Forges et aciéries de Pompey. De retour à Saint-Denis, en 1919, il est acquis aux conceptions révolutionnaires bolcheviques et appelle à tourner les yeux vers la Russie révolutionnaire afin d'établir en France le régime des Soviets. C'est ainsi que le comité intersyndical de Saint-Denis se transforme en comité exécutif des Soviets. Puis, des comités de grève de la région parisienne, réunis à Saint-Denis, élisent un Comité d'action de la grève de la Métallurgie et de la Voiture-Aviation, comprenant, outre Bestel, dix-neuf membres, dont certains originaires d'Ivry et de Paris. Ce comité décide d'envoyer une délégation au Conseil national de la CGT. Bestel fait accepter l'idée d'une grève générale de la métallurgie en cas d'accord du Cartel interfédéral. Au congrès de la Fédération des métaux qui suit, Bestel représente l'Union des mécaniciens de la Seine. En 1920, il est élu secrétaire du comité intersyndical de Saint-Denis. Devant deux mille ouvriers, réunis au théâtre municipal de la ville, Bestel affirme n'être pas, pour l'heure, favorable à la révolution.
Bestel est également membre de la commission exécutive de la Fédération socialiste de la Seine. Candidat aux élections législatives en 1919, il arrive, sur la liste socialiste, loin derrière le maire de Saint-Denis. En revanche, il est élu conseiller municipal de la ville.
Bestel est partisan de l'adhésion à la IIIe Internationale. Il est, en 1920, délégué au congrès de Tours et élu suppléant au Comité directeur du Parti communiste (PC). Il est également membre de la commission de propagande. L'année suivante, il participe, à Moscou, aux délibérations du présidium de l'Internationale communiste (IC) sur la résolution concernant les pouvoirs du représentant du Comité directeur à l'Exécutif de l'IC. Il apparaît, alors, comme un membre important de la direction du PC français. En 1921, au congrès de Marseille du PCF, il annonce que l'Internationale désapprouve la résolution évoquée plus haut et proteste contre la non-réélection de Souvarine au Comité directeur. Néanmoins, il est réélu suppléant dans cette instance. Il y vote en faveur de la motion favorable au Front unique. Au congrès suivant, à Paris en 1922, il présente un projet d'entente entre Centre et Gauche du parti que la Gauche accepte. Il est, alors, élu titulaire au Comité directeur. Quelques mois plus tard, le conseil national du PC le retire du Comité directeur et le nomme représentant du Centre au conseil d'administration de L'Humanité.
Sur le plan syndical, participant au congrès national de Bourges de la CGTU, en 1923, il évoque, dans l'Émancipation, une majorité victorieuse qui ne le satisfait pas. Dans les semaines qui suivent, le secrétaire de l'Union des syndicats unitaires de la Seine vient à Saint-Denis présider une réunion destinée à évincer Bestel. Celui-ci, dans l'Émancipation, signe un éditorial qui provoque la colère des dirigeants de la Fédération communiste de la Seine : il y préconise l'alliance avec les forces de la "Démocratie". La Fédération, pourtant, ne peut obtenir son exclusion. Mais, Bestel décide de partir de lui-même et fonde avec d'autres une Union socialiste révolutionnaire qui rejoint rapidement le Parti socialiste SFIO.
Bientôt, Bestel quitte Saint-Denis et s'installe à Vernon, dans l'Eure. En 1925, selon Le Communiste du Nord-Ouest, il y tient un café et milite à la SFIO. La Fédération socialiste l'aurait présenté aux élections cantonales de 1925. Toutefois, les archives départementales de l'Eure ne fournissent aucune trace de cette candidature. En 1936, Bestel est de retour à Paris. Il adhère au Parti populaire français (PPF) et travaille chez Renault, au Centre d'accueil. Il assure le secrétariat de la section du PPF de l'entreprise, avant d'en devenir le président. En 1939, il est membre du comité de direction régionale du PPF.
L'on voit que son éloignement de Saint-Denis et son passage au Parti socialiste n'ont pas empêché Bestel de subir l'attraction du « doriotisme ».

## Source
- Dictionnaire biographique du mouvement ouvrier français, Les Éditions de l'Atelier, 1997.